# Warrior (Panzer)
Die Warrior-Kettenfahrzeuge sind eine Serie britischer Schützenpanzer, die in den 1970er-Jahren von der Firma GKN (später Teil der Rüstungsfirma Alvis Vickers) entwickelt wurden, um den älteren FV 432 der British Army zu ersetzen. Die Produktion begann um 1980. Seine ersten Kampfeinsätze hatte der Warrior 1991 während der Operation Granby im Zweiten Golfkrieg. Später wurde er bei britischen UNPROFOR-Einsätzen in Bosnien, während des Irakkriegs und in Afghanistan eingesetzt. Die Panzerung widersteht Detonationen von 155-mm-Granaten in 10 Metern Entfernung und direktem Beschuss mit bis zu 14,5-mm-Geschossen.
Der Schützenpanzer sollte ab den 2010er Jahren im Rahmen des „Warrior Capability Sustainment Programme“ (WCSP) für eine Nutzungsdauer bis in die 2040er Jahre modernisiert werden. Insbesondere sollte die unstabilisierte 30-mm-RARDEN-Kanone mit einer neuen 40-mm-Kanone (40 mm Cased Telescoped Weapon System) ersetzt werden, die spezielle Munition verschießen kann. Der Auftrag wurde an Lockheed-Martin UK vergeben. Das Verteidigungsministerium strich 2021 das „Warrior Capability Sustainment Programme“.
Ab Mitte der 2020er Jahre neu zulaufende GTK Boxer sollen Warrior ersetzen, so dass die letzten zum Ende der Dekade ausscheiden könnten.
Das Fahrzeug verfügt über eine Bordtoilette.

## Verwendung in Armeen
- Vereinigtes Königreich
- Kuwait